# Милосав Ж. Чаркић
Милосав Ж. Чаркић (Мачвански Прњавор, 15. фебруар 1948 — Београд, 14. јул 2022) био је српски филолог и лингвиста, доктор наука и професор више универзитета. Научни је саветник у Институту за српски језик САНУ у Београду.
Члан је неколико међународних научних пројеката и научних часописа у словенским земљама. Оснивач је и главни уредник међународног научног часописа „Стил“ и истоименог научног удружења са седиштем у Београду. Почасни је доктор Пољске академије наука, за допринос словенској и светској стилистици.

### Биографија
Основну школу похађао је у Прњавору, а средњу у Шапцу. Завршио је 1974. године Педагошку академију у Бањалуци. Дипломирао је 1977. на Филолошком факултету у Београду.
Изабран је за асистента у Институту за српски језик САНУ у Београду 1978. године. Магистрирао је на Филолошком факултету у Београду 1980. године на тему Основне одлике језика у поетским остварењима за децу Стевана Раичковића. На Филозофском факултету у Сарајеву одбранио је 1991. докторску дисертацију Гласовна структура стиха (на материјалу српских неосимболистичких песника).
Од 1987. године члан је Удружења књижевника Србије. Учествовао је на преко 50 међународних научних скупова и конгреса у словенским и западноевропским земљама.
Члан је редакција међународних научних часописа: Stylistyka и Przegląd Wschodnioeuropejski (Пољска), Studia methodologica (Украјина) и Известия РГПУ (Русија). Оснивач је и уредник међународног научног часописа Стил (Србија).
Водио је са српске стране свесловенски пројекат , који је покренуо Универзитет у Перму (Русија). Руководио је са српске стране и свесловенским пројектом Zoonimia slowianska, који је покренуо Универзитет у Лублину (Пољска).
Члан је Светске организације дијалектолога и геолингвиста са седиштем у Немачкој; Међународне комисије за поетику при Комитету слависта са седиштем у Чешкој; Међународне комисије за стилистику при Комитету слависта са седиштем у Пољској. Основао је Међународно научно удружење „Стил“ са седиштем у Београду 2002. године.
Осим редовног педагошког рада у земљи и иностранству, по позиву је одржао више предавања на разним универзитетима у словенским и западноевропским земљама.
Основна област научног интересовања проф. др Милосав Ж. Чаркића представљају истраживања у оквирима песничког језика српске поезије. У том смислу посебно су интересантна његова трагања за откривањем поетског кода српске поезије, а тиме и поезије уопште. У оквиру споменуте теме видно место заузимају фоностилистичка и стилистичка истраживања песничког језика у оквиру којих је проф. Чаркића употпунио методологију и увео многе нове термине тако да је ова област научних истраживања добила на целовитости и заокружености.— Институт за српски језик САНУ, о истраживачу
Педагошки рад
На Филолошком факултету Московског државног универзитета „Ломоносов“ држао је предавања из српског језика од 1983. до 1987. године. Као гостујући професор Филозофског факултета у Бањалуци од 1997. године предавао је стилистику студентима на Одсеку за српски језик и књижевност и Одсеку за журналистику.
Од 2001. до 2005. године на Филозофском факултету у Нишу предавао је општу лингвистику студентима српског језика и књижевности и српски језик студентима енглеског и руског језика, а 2004/2005. године на Одсеку за журналистику држао је предавања из стилистике и реторике.
Од 2003. до 2006. године држао је предавања из лингвостилистике, опште лингвистике, лексикологије и лексикографије и фонетике на основним студијама на Филозофском и Дефектолошком факултету у Тузли (Босна и Херцеговина). У истом граду на Филозофском факултету школске 2004/2005. године држао је на постдипломским студијама предавања из лингвостилистике.
Од 2006. до 2009. године држао је по позиву предавања из историје српске и хрватске књижевности од почетака до 18. века, као и предавања из историје српског и хрватског језика од почетака до 18. века, и предавања из контрастивне граматике на Универзитету у Ополу (Пољска).

## Радови
Објавио је преко 100 научних радова. Више од половине објављених радова штампао је у страним часописима и зборницима на српском, руском, украјинском, пољском и енглеском језику.
Монографије
- Фоника стиха, „Научна књига“, Београд, 1992, 349;
- Фоностилистика стиха, „Научна књига“, Београд; Институт за српски језик САНУ, Београд, 1995, 249 стр.;
- Појмовник риме (са примерима из српске поезије), Институт за српски језик САНУ, Београд; Филозофски факултет, Бањалука, 2001, 278;
- Увод у стилистику, „Научна књига“, Београд, 2002, 289;
- Стилистика стиха, Међународно удружење „Стил“; Институт за српски језик САНУ Београд, 2006, 287;
- Римаријум српске поезије, Међународно удружење „Стил“; Институт за српски језик САНУ Београд, 2007, 484;
- , Институт за српски језик САНУ 2010, 245,
- Стих и језик, Институт за српски језик САНУ, 2013, 642.
- A Dictionary of Rhyme Terms,„LAP LAMBERT Academic Publishing“, Saabrücken, 2020, 330 p.  978-620-0-56742-0
- Збор горких ћутања, „Међународно удружење Стил“, Београд, 2022, 432.

Чланци (избор)
- „Српски књижевни језик на почетку новог миленијума“
- „Неки стилски поступци лексичких понављања у савременој српској поезији“
- „Стилски поступци паронимских зближавања речи у постмодернистичкој српској поезији“
- „О неким особеностима анаграма у поезији српских модерниста“
- „Семантичка обележја антонима и синтаксичка средства њихове реализације у језику поезије“
- „О појму стила“

## Награде и признања
- 2005. . Петрозаводског државног универзитета, За остварене високе научне резултате и развој стилистике у оквиру славистике
- 2010.  Пољске академије наука, за допринос развоју стилистике уопште, а посебно развоју словенске стилистике.